# Hakodate
Hakodate (函館市, Hakodate-shi) est la troisième ville de l'île de Hokkaidō au Japon, derrière Sapporo et Asahikawa. La ville a pendant longtemps été l'unique porte d'entrée pour accéder à Hokkaidō principalement en tant que port de marchandises et de passagers. La vue de Hakodate depuis le mont Hakodate est l'un des paysages urbains les plus connus du Japon, le centre-ville étant construit sur un bras de terre semblable à un tombolo.

## Géographie

### Situation
Hakodate est située sur la péninsule de Kameda, au sud-est de l'île de Hokkaidō, au bord du détroit de Tsugaru.

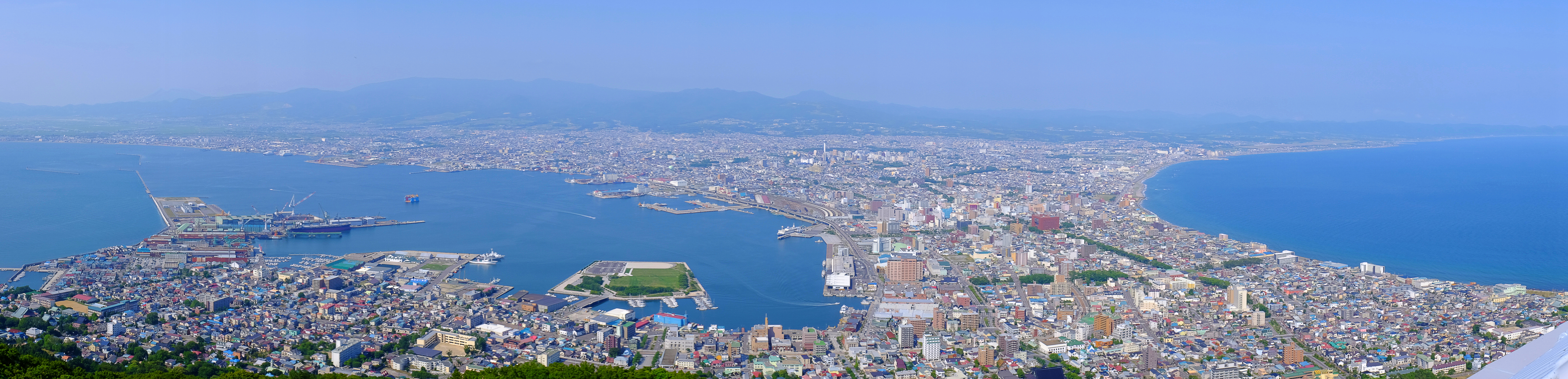
Hakodate vue du mont Hakodate.

### Municipalités limitrophes
| Nanae              | Shikabe            | océan Pacifique    |
| Hokuto             | Hakodate           | océan Pacifique    |
| détroit de Tsugaru | détroit de Tsugaru | détroit de Tsugaru |

### Démographie
Début juin 2019, Hakodate avait une population de 245 006 habitants, répartis sur une superficie de 677,87 km2 (densité de population de 379 hab./km2).

### Topographie
La ville de Hakodate est dominée par le mont Hakodate, une montagne recouverte de forêts. Le sommet de celle-ci peut être atteint grâce à un téléphérique.
Le mont Maru, à 691 m d'altitude, se trouve sur le territoire de la ville.

### Climat
Hakodate a un climat continental humide avec des étés chauds et des hivers froids avec des blizzards intenses et réguliers.
| Mois                                             | jan.       | fév.       | mars       | avril     | mai     | juin      | jui.      | août      | sep.      | oct.      | nov.       | déc.       | année      |
| ------------------------------------------------ | ---------- | ---------- | ---------- | --------- | ------- | --------- | --------- | --------- | --------- | --------- | ---------- | ---------- | ---------- |
| Température minimale moyenne (°C)                | −6         | −5,7       | −2,2       | 2,8       | 8       | 12,6      | 17,3      | 18,9      | 14,6      | 7,8       | 1,8        | −3,6       | 5,5        |
| Température moyenne (°C)                         | −2,4       | −1,8       | 1,9        | 7,3       | 12,3    | 16,2      | 20,3      | 22,1      | 18,8      | 12,5      | 6          | −0,1       | 9,4        |
| Température maximale moyenne (°C)                | 0,9        | 1,8        | 5,8        | 12        | 17      | 20,4      | 24,1      | 25,9      | 23,2      | 17,1      | 10         | 3,2        | 13,5       |
| Record de froid (°C) date du record              | −21,7 1891 | −20,4 1896 | −18,9 1898 | −8,6 1883 | −5 1877 | 2 1888    | 6,3 1890  | 9 1911    | 1,7 1882  | −4 1912   | −12,1 1884 | −19,4 1892 | −21,7 1891 |
| Record de chaleur (°C) date du record            | 12,5 1903  | 13,6 2010  | 16,9 1905  | 23 2015   | 28 2019 | 29,1 2010 | 33,6 1876 | 33,9 2021 | 32,6 2012 | 27,8 2021 | 21,5 1939  | 16,3 1990  | 33,9 2021  |
| Ensoleillement (h)                               | 103,1      | 117,9      | 158,7      | 186,1     | 198,5   | 172,6     | 134,4     | 148       | 160,8     | 163,9     | 109,4      | 91,5       | 1 744,9    |
| Précipitations (mm)                              | 77,4       | 64,5       | 64,1       | 71,9      | 88,9    | 79,8      | 123,6     | 156,5     | 150,5     | 105,6     | 110,8      | 94,6       | 1 188      |
| dont neige (cm)                                  | 91         | 74         | 41         | 2         | 0       | 0         | 0         | 0         | 0         | 0         | 18         | 79         | 306        |
| Nombre de jours avec précipitations              | 15         | 12,7       | 12,4       | 9,5       | 9,5     | 7,3       | 8,8       | 9,1       | 10,2      | 11,3      | 13,6       | 15,8       | 135,2      |
| dont nombre de jours avec précipitations ≥ 10 mm | 1,7        | 1,5        | 1,8        | 2,2       | 3       | 2,5       | 4,1       | 4,4       | 5,1       | 3,4       | 3,7        | 2,7        | 35,9       |
| Humidité relative (%)                            | 73         | 71         | 68         | 67        | 73      | 79        | 82        | 81        | 76        | 73        | 71         | 74         | 74         |
| Nombre de jours avec neige                       | 19,6       | 16,9       | 9,6        | 0,8       | 0       | 0         | 0         | 0         | 0         | 0         | 3,7        | 14,7       | 65,5       |

| Diagramme climatique                                  |             |             |           |         |              |               |               |               |              |            |             |
| J                                                     | F           | M           | A         | M       | J            | J             | A             | S             | O            | N          | D           |
| 0,9−677,4                                             | 1,8−5,764,5 | 5,8−2,264,1 | 122,871,9 | 17888,9 | 20,412,679,8 | 24,117,3123,6 | 25,918,9156,5 | 23,214,6150,5 | 17,17,8105,6 | 101,8110,8 | 3,2−3,694,6 |
| Moyennes : • Temp. maxi et mini °C • Précipitation mm |             |             |           |         |              |               |               |               |              |            |             |

## Histoire
Hakodate a été fondé en 1454 quand Kono Kaganokami Masamichi construisit un grand manoir dans le village aïnou de Usukeshi (le mot aïnou pour « baie »).
Historiquement, Hakodate est l'une des deux escales marchandes concédées aux États-Unis en 1854 à l'amiral Matthew Perry. La ville fut alors un important port d'escale pour les navires américains. C'est autour de ce port que la ville s'est développée. Elle a servi aux Japonais, durant la période Meiji comme base pour coloniser l'île de Hokkaidō qui était à l'époque quasiment déserte. À la fin du shogunat, une guerre entre les forces de la révolution Meiji et les forces restées fidèles au shogunat (dont faisait partie le capitaine Jules Brunet) a eu lieu dans la ville (voir Goryōkaku et République indépendante d'Ezo). En 1868, Hakodate perd son statut de capitale régionale d'Hokkaidō au profit de Sapporo, le nouveau gouvernement Meiji estimant que cette ville présente une meilleure position géographique. Hakodate est encore aujourd'hui un lieu stratégique. La ville fait face au détroit de Tsugaru et est devenue un passage majeur entre les îles de Honshū et Hokkaidō. En 1873, une ligne maritime régulière est ainsi créée entre Hokkaidō et Aomori et en 1893, le port de la ville est agrandi.
Entre 1904 et 1908, la première ligne de chemin de fer de Hokkaidō relie Hakodate à Otaru.

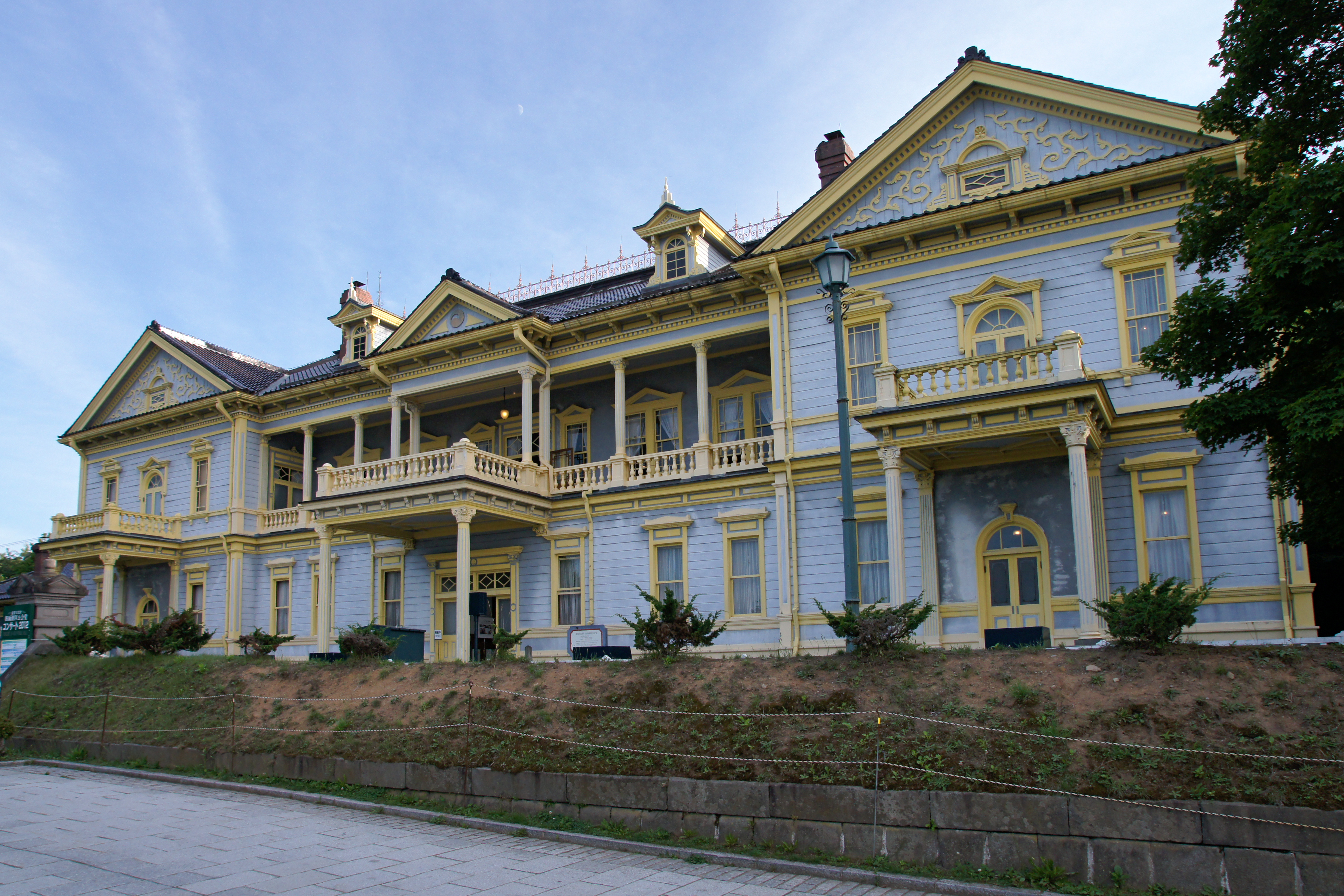
L'ancien hôtel de ville, en 2012.

Hakodate obtint le statut de municipalité le 1er août 1922. En 1934, la ville est touchée par un incendie, un tiers du centre-ville est détruit, un plan directeur est utilisé pour sa reconstruction. À partir de 1935 et 1940, la ville n'est plus la plus grande d'Hokkaidō en nombre d'habitants, elle est dépassée par Sapporo.
La ville échappa en grande partie aux ravages de la Seconde Guerre mondiale; mais subit un bombardement d'appareils de l'aéronavale alliée le 15 juillet 1945. Beaucoup de prisonniers de guerre furent internés à Hakodate : les historiens ont la preuve de l'existence de dix camps.
Vers 1960, le trafic maritime dans le détroit de Tsugaru est à son maximum avec 30 trajets par jour, 80 % de ce trafic de marchandises et 90 % du trafic passager se fait par Hakodate. En 1961, l'aéroport de Hakodate ouvre ses portes, en 1971, la piste est agrandie. Le trafic maritime baisse de par la croissance aérienne.
Entre les années 1960 et 1980, les activités industrielles et portuaires de la ville périclitent de par la baisse du trafic maritime et la rationalisation de la pêche, plusieurs friches industrielles apparaissent. En 1980, la ville atteint son pic démographique avec environ 350 000 habitants. Un technopole est fondé en 1984, il est spécialisé en mécatronique, en chimie fine et dans les biotechnologies. En 1988, après vingt ans de travaux, le tunnel du Seikan est construit à 50 km à l'ouest de la ville. Entre 1988 et 2004, le centre-ville est sujet à une campagne de réhabilitation de son bâti.

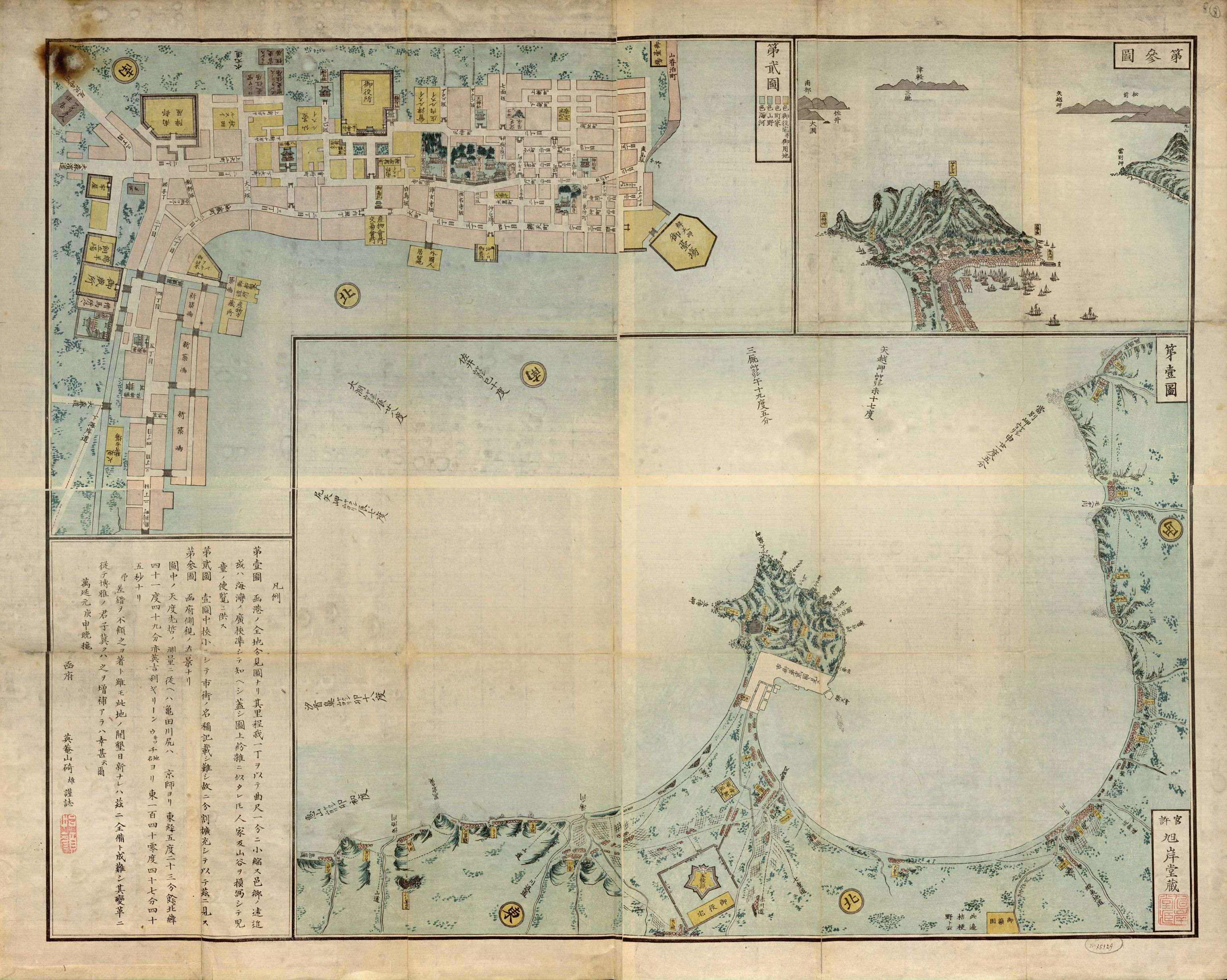
Carte d'Hakodate datant du XIXe siècle.

La taille de la ville de Hakodate a quasiment doublé le 1er décembre 2004 lorsque les municipalités voisines de Toi, Esan, Todohokke et Minamikayabe ont fusionné avec Hakodate.

## Transports
La gare de Hakodate est la gare principale de la ville. Des trains classiques relient cette gare à celle de Shin-Hakodate-Hokuto en quinze minutes environ, le terminus provisoire de la ligne Shinkansen Hokkaidō ; qui devrait arriver à Sapporo en mars 2039 au plus tôt.
L'aéroport de Hakodate est ouvert en 1961.
La ville possède un réseau de tramways, composé de deux lignes.

## Jumelages
La ville de Hakodate est jumelée avec les municipalités suivantes :
- Halifax (Nouvelle-Écosse) (Canada) (1982) ;
- Vladivostok (Russie) (1992) ;
- Tianjin (Chine) (2001) ;
- Goyang (Corée du Sud) (2011).

## Littérature
Le navire de pêche aux crabes sur lequel se déroule le célèbre roman Le Bateau-usine de Takiji Kobayashi est basé à Hakodate, et certaines scènes s'y déroulent.

## Personnalités liées à la municipalité
- Okamoto Ippei (1886-1948), dessinateur de manga
- Kazuo Ōno (1906-2010), danseur et chorégraphe
- Jun Mukōyama, femme politique
- Yuki Isoya (1972), chanteuse
- Gorō Naya (1929-2013), seiyū
- Hideko Takamine (1924-2010), actrice de cinéma
- les membres de GLAY, groupe de rock

## Honneur
L'astéroïde (18469) Hakodate porte son nom.

## Galerie photo

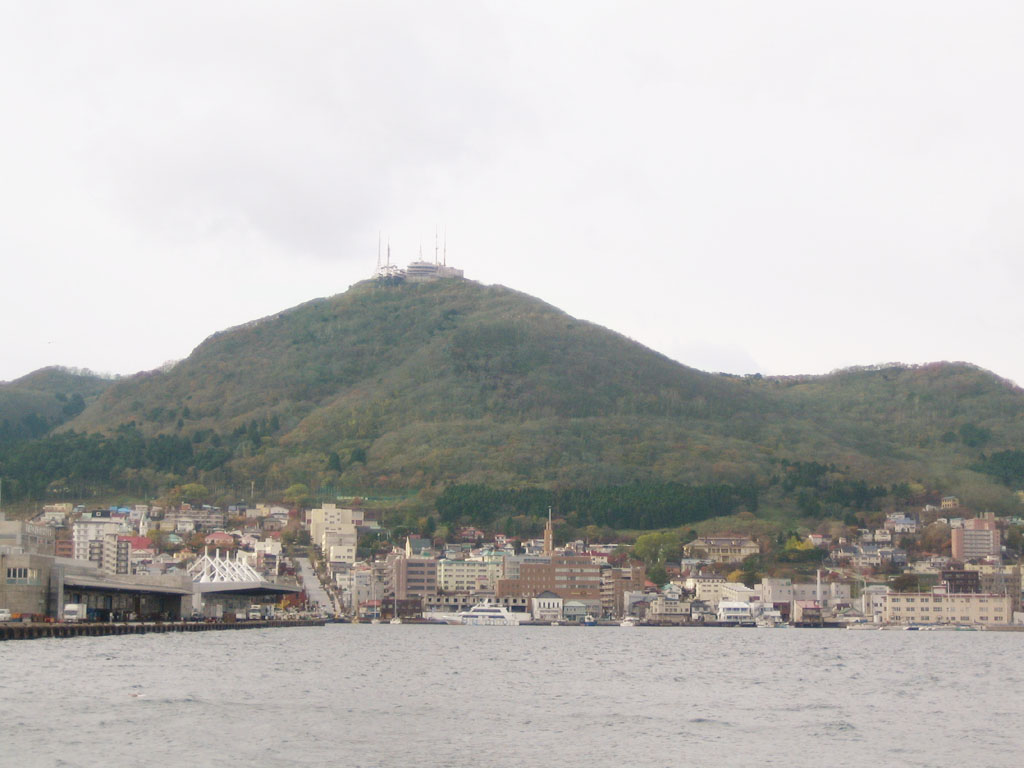
Le mont Hakodate avec la ville au premier plan.
Vestige du fort Goryokaku et le hall gouvernemental reconstitué.
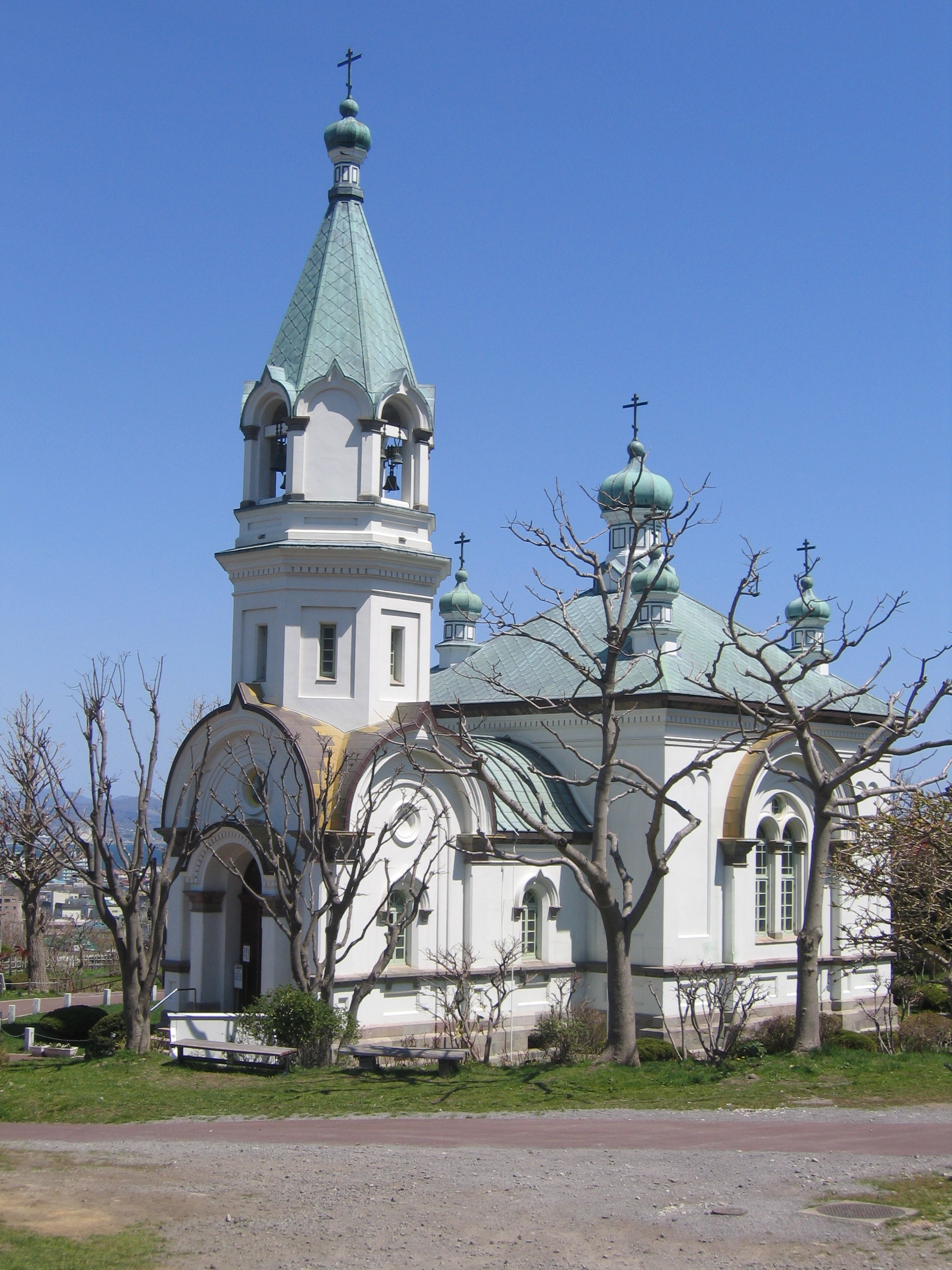
L'église orthodoxe.
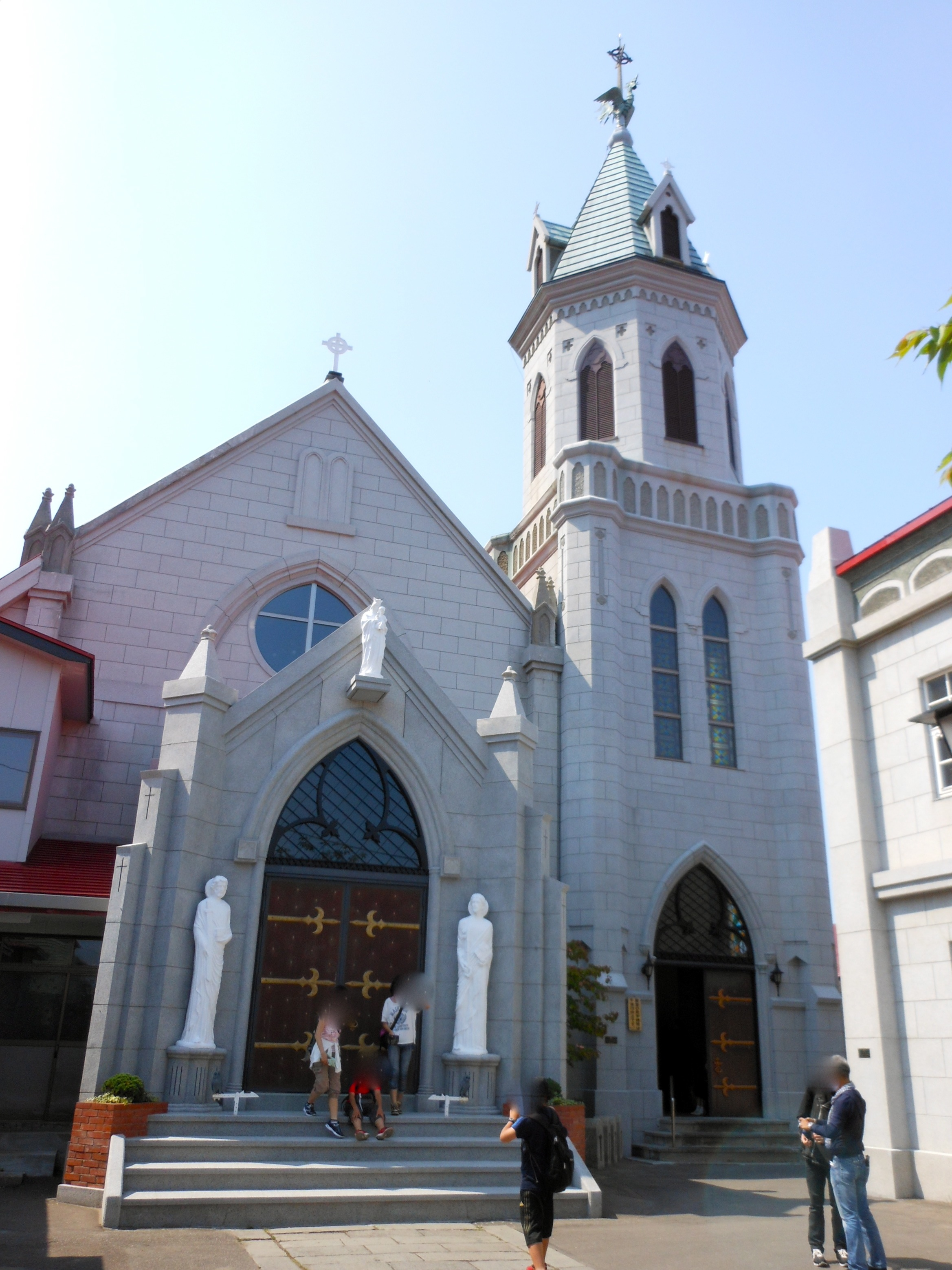
L'église catholique.
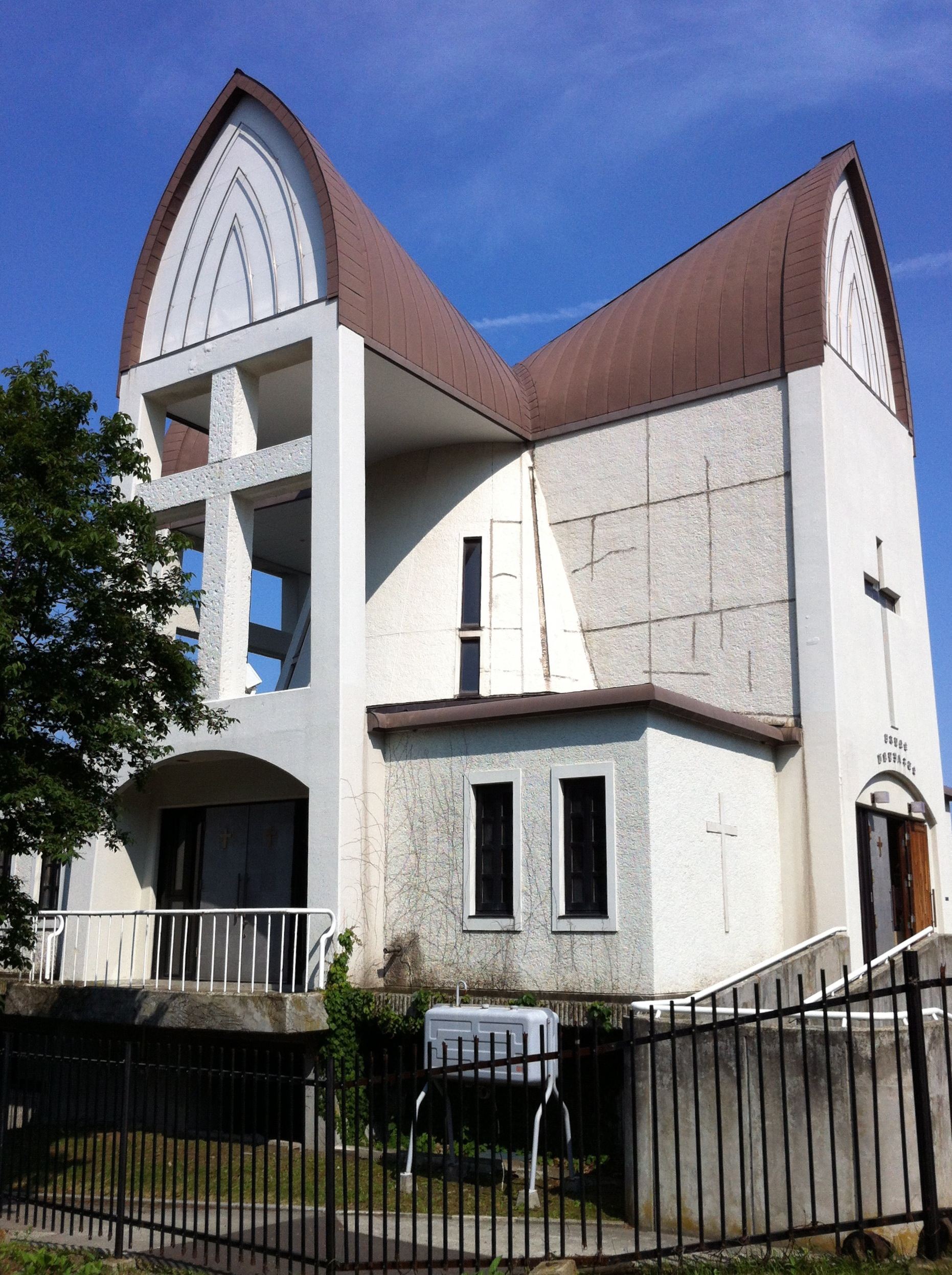
L'église protestante.
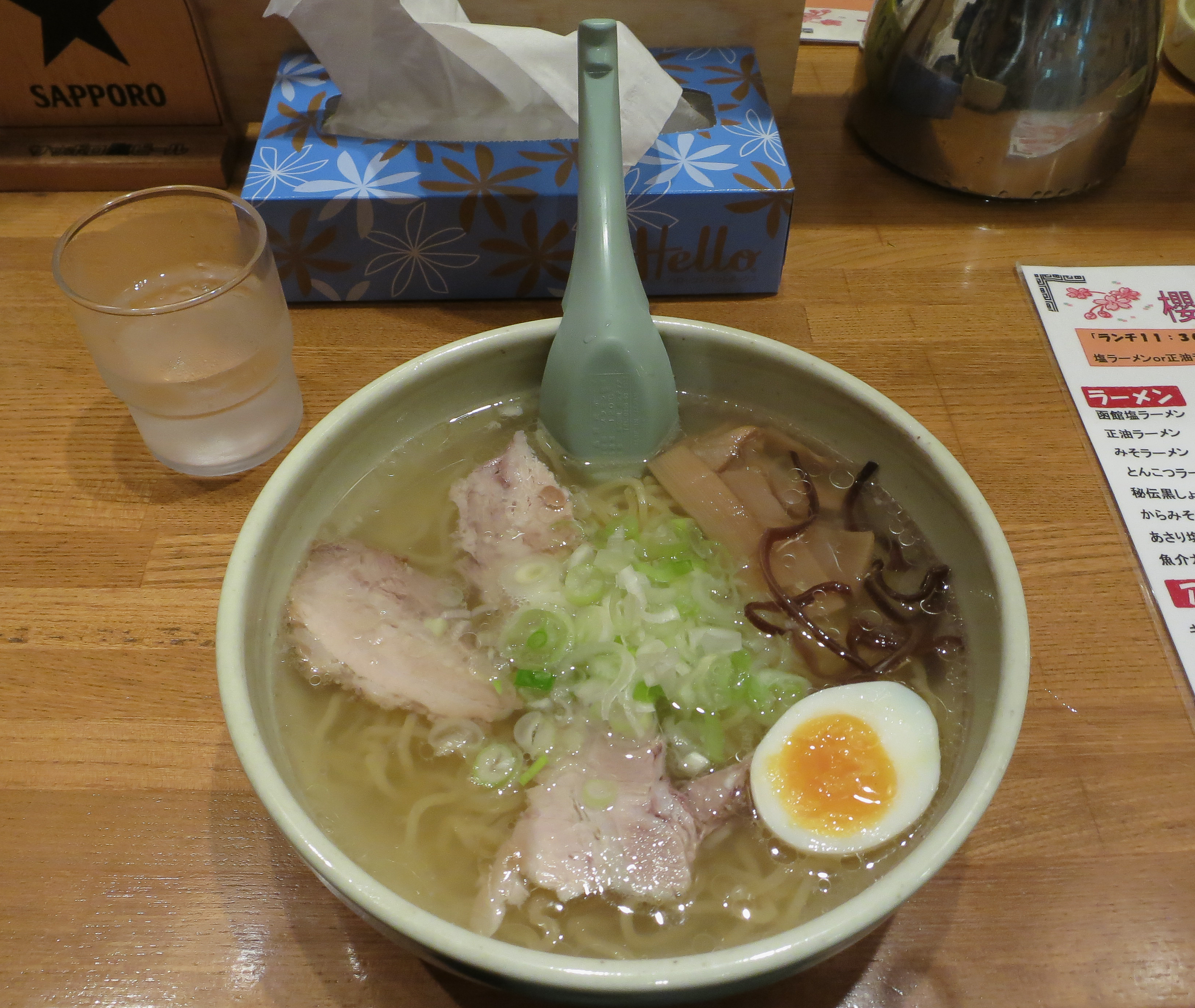
Une spécialité locale : les shio ramen de Hakodate.
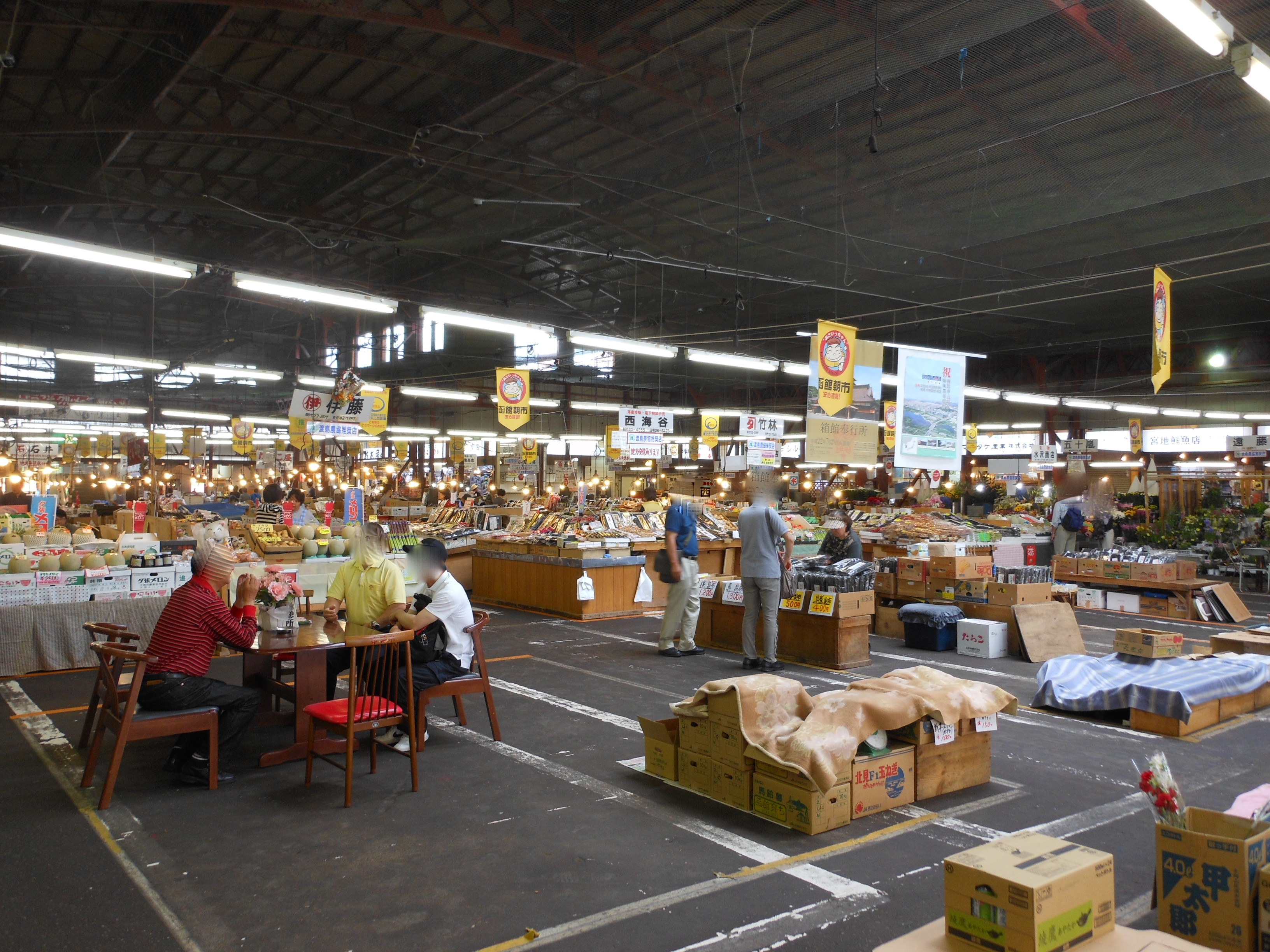
Marché de Hakodate.